# Цісик Володимир Олександрович
Ці́сик Володи́мир Олекса́ндрович (20 вересня 1913, Ліски, тепер Коломийського району, Україна — 7 лютого 1971, Нью-Йорк) — український скрипаль-віртуоз, музичний діяч і педагог, професор музики в Галичині, США. Батько Марії та Квітки Цісик.

## Життєпис
Родина Володимира Цісика походить з села Ліски біля Коломиї.
Музичну освіту здобув у Вищому музичному інституті імені Лисенка та консерваторії у Львові, згодом у Празі та Мюнхені.
У 1942—1944 роках був концертмейстером Львівського оперного театру.
1944 року подружжя Цісиків потрапило до табору переміщених осіб у німецькому місті Байройт. Володимир разом з братом-віолончелістом Зеноном Цісиком та земляком Анатолієм Мірошником створив музичне тріо, яке давало концерти та виступало перед пораненими союзних військ у шпиталях.
За рік у них народилась перша донька Марія.

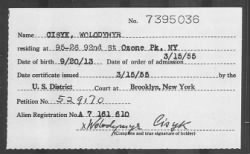
Запис про натуралізацію в США Володимира Цісика, 1955 рік.

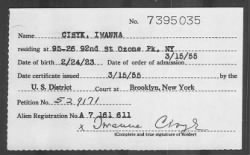
Запис про натуралізацію в США Іванни Цісик, 1955 рік.

1949 року родина Цісиків виїхала до США, де Володимир 1952 року став співорганізатором і викладачем в Українському музичному інституті у Нью-Йорку. Там таки був керівником струнного оркестру. Записи скрипкового акомпанування Володимира Цісика видавались на платівках українських пісень.
15 березня 1955 року подружжя Цісиків, Володимир та Іванна, отримують громадянство США.
7 лютого 1971 року під час виконання кінцівки першої частини концерту в Українському музичному інституті у Нью-Йорку скрипалеві стало зле. Дорогою до шпиталю він помер на 57-му році життя. 10 лютого відбулася панахида. 11 лютого, після служби Божої в церкві св. Юра, тіло Володимира Цісика було перевезене до родинного гробу у Філадельфії, штат Пенсільванія.